# Кубок північноірландської ліги з футболу 2021—2022
Кубок північноірландської ліги 2021—2022 (англ. BetMcLean League Cup) — 35-й розіграш Кубка північноірландської ліги. Титул здобув Кліфтонвілл.

## Календар
| Раунд        | Дата                         | Матчі | Клуби   |
| ------------ | ---------------------------- | ----- | ------- |
| Перший раунд | 31 липня — 3 серпня 2021     | 3     | 35 → 32 |
| 1/16 фіналу  | 14-15 вересня 2021           | 16    | 32 → 16 |
| 1/8 фіналу   | 13 жовтня — 2 листопада 2021 | 8     | 16 → 8  |
| 1/4 фіналу   | 9 листопада 2021             | 4     | 8 → 4   |
| 1/2 фіналу   | 14 грудня 2021               | 2     | 4 → 2   |
| Фінал        | 13 березня 2022              | 1     | 2 → 1   |

## Перший раунд
| Команда 1              | Рахунок | Команда 2            |
| ---------------------- | ------- | -------------------- |
| 31 липня 2021          |         |                      |
| Балліклейр Комрадс (2) | 2:1     | Квінз Юніверсіті (2) |
| Ньюрі Сіті АФК (2)     | 2:1     | Тобермор Юнайтед (2) |
| 3 серпня 2021          |         |                      |
| Енней Юнайтед (2)      | 4:1     | Нокбреда (2)         |

## 1/16 фіналу
| Команда 1              | Рахунок | Команда 2                     |
| ---------------------- | ------- | ----------------------------- |
| 14 вересня 2021        |         |                               |
| Крузейдерс             | 5:0     | Мойола Парк (3)               |
| Інститут (2)           | -:+     | ПСНІ (3)                      |
| Портадаун              | 2:0     | Ньюінгтон Юз (3)              |
| Данганнон Свіфтс       | 3:0     | Арма Сіті (3)                 |
| Балліклейр Комрадс (2) | 0:4     | Лінфілд                       |
| Гленавон               | 5:1     | Портстюарт (3)                |
| Енней Юнайтед (2)      | 2:4     | Балліміна Юнайтед             |
| Гленторан              | 5:0     | Бенбрідж Таун (3)             |
| Лофгол (2)             | 6:2     | Лісберн Дістіллері (3)        |
| Каррік Рейнджерс       | 2:1 дч  | Дергв'ю (2)                   |
| Ньюрі Сіті АФК (2)     | 1:2 дч  | Ворренпойнт Таун              |
| Дандела (2)            | 0:4 дч  | Баллінамаллард Юнайтед (2)    |
| Ларн                   | -:+     | Лімаваді Юнайтед (3)          |
| Кліфтонвілль           | 2:0     | Харленд-енд-Вульф Велдерс (2) |
| Бангор (3)             | 0:5     | Колрейн                       |
| 15 вересня 2021        |         |                               |
| Ардс (2)               | 4:0     | Доллінгстоун (3)              |

## 1/8 фіналу
| Команда 1            | Рахунок      | Команда 2                  |
| -------------------- | ------------ | -------------------------- |
| 13 жовтня 2021       |              |                            |
| Гленавон             | 2:2 пен. 4:5 | Гленторан                  |
| Крузейдерс           | 2:3 дч       | Балліміна Юнайтед          |
| Ворренпойнт Таун     | 1:0          | Лофгол (2)                 |
| Каррік Рейнджерс     | 0:2          | Колрейн                    |
| 26 жовтня 2021       |              |                            |
| Портадаун            | 1:0          | Баллінамаллард Юнайтед (2) |
| Ардс (2)             | 1:4          | Кліфтонвілль               |
| 2 листопада 2021     |              |                            |
| Лінфілд              | 11:0         | ПСНІ (3)                   |
| Лімаваді Юнайтед (3) | 3:2          | Данганнон Свіфтс           |

## 1/4 фіналу
| Команда 1         | Рахунок | Команда 2            |
| ----------------- | ------- | -------------------- |
| 9 листопада 2021  |         |                      |
| Колрейн           | 2:0     | Гленторан            |
| Ворренпойнт Таун  | 6:1     | Лімаваді Юнайтед (3) |
| Портадаун         | 1:2 дч  | Кліфтонвілль         |
| Балліміна Юнайтед | 3:1     | Лінфілд              |

## 1/2 фіналу
| Команда 1      | Рахунок | Команда 2         |
| -------------- | ------- | ----------------- |
| 14 грудня 2021 |         |                   |
| Колрейн        | 6:1     | Ворренпойнт Таун  |
| Кліфтонвілль   | 3:0     | Балліміна Юнайтед |

## Фінал
| 13 березня 2022 21:30 (EEST) |

| Кліфтонвілл                       | 4:3 дч   | Колрейн                         |
| --------------------------------- | -------- | ------------------------------- |
| Гормлі 74', 107' О'Нілл 90', 104' | Протокол | Шевлін 58' Лоурі 63' Аллен 120' |

| Віндзор Парк, Белфаст Глядачів: 11 103 Арбітр: Ендрю Дейві |